# Rittnerův zámeček
Rittnerův zámeček (také vila Rudolfa Rittnera) se nachází v Bílém Potoce č. p. 90 okrese Jeseník. Rittnerův zámeček byl v roce 2007 Ministerstvem kultury ČR prohlášen kulturní památkou ČR.

## Historie
Herec, dramatik a rodák z Bílého Potoka Rudolf Rittner (1869–1943) byl jedním z nejpopulárnějších herců v německy mluvících divadlech na konci 19. století. Často se vracel do svého rodiště. V letech 1903–1908 si nechal postavit vilu podle svého návrhu, do které se uchýlil po ukončení své herecké kariéry. Vila byla také nazývána Kozí hrádek, protože zde Rittner choval kozy. V současné době je zámeček v soukromých rukou a je postupně opravován.

## Popis
Zámeček je postaven ve stylu Arts & Crafts a začínající secese. V interiéru jsou zachovalá původní kachlová kamna, vestavěné skříně ap. Součástí zámečku byla zahrada s ovocným sadem a rybníčkem.